# A Mezőkövesdi SE 2017–2018-as szezonja
Ez a szócikk az Mezőkövesd Zsóry FC 2017–2018-as szezonjáról szól. A klub fennállásának 42. évfordulója. Összességében ez a csapat 3. élvonalbeli idénye.

## Játékoskeret

### Kölcsönadott játékosok
| # |     | Poszt | Név                                        |
| - | --- | ----- | ------------------------------------------ |
|   | HUN | K     | Ribánszki László (a Békéscsaba csapatához) |

## Statisztikák
Utolsó elszámolt mérkőzés: 2017. szeptember 23.

### Kiírások
Dőlttel a jelenleg még le nem zárult kiírásokat illetve az azokban elért helyezést jelöltük.
| Kiírás        | Statisztikák | Statisztikák | Statisztikák | Statisztikák | Statisztikák | Statisztikák | Statisztikák | Kezdő forduló/ helyezés  | Végső forduló/ helyezés | Mérkőzések dátumai | Mérkőzések dátumai | Mérkőzések dátumai |
| Kiírás        | M            | GY           | D            | V            | LG–KG        | GK           | GÁ           | Kezdő forduló/ helyezés  | Végső forduló/ helyezés | Első               | Utolsó             | Következő          |
| ------------- | ------------ | ------------ | ------------ | ------------ | ------------ | ------------ | ------------ | ------------------------ | ----------------------- | ------------------ | ------------------ | ------------------ |
| OTP Bank Liga | 30           | 08           | 10           | 12           | 33–49        | –16          | 1,10         | 3.                       | 9.                      | 2017. 07. 15.      | 2018. 05. 12.      | 2018. 05. 19.      |
| Magyar kupa   | 02           | 01           | 0            | 01           | 05–03        | 0+2          | 2,50         | 6. forduló (legjobb 128) | 7. forduló (legjobb 64) | 2017. 09. 20.      | 2017. 10. 25.      | —                  |
| Összesen      | 32           | 09           | 10           | 13           | 38–52        | –14          | 1,19         |                          |                         |                    |                    |                    |

### Összesített statisztika
A felkészülési mérkőzéseket nem vettük figyelembe.
| Lejátszott mérkőzés           | 13 (12 OTP Bank Liga, 1 Magyar kupa) |
| Győzelem                      | 3 (2 OTP Bank Liga, 1 Magyar kupa) |
| Döntetlen                     | 3 (3 OTP Bank Liga, 0 Magyar kupa) |
| Vereség                       | 7 (7 OTP Bank Liga, 0 Magyar kupa) |
| Szerzett gól                  | 18 (14 OTP Bank Liga, 4 Magyar kupa) |
| Kapott gól                    | 27 (26 OTP Bank Liga, 1 Magyar kupa) |
| Gólkülönbség                  | –9 |
| Sárga lap                     | 36 (36 OTP Bank Liga, 0 Magyar kupa) |
| Kiállítás                     | 2 (2 OTP Bank Liga, 0 Magyar kupa) |
| Legnagyobb arányú győzelem    | 2–1 Debrecen, idegenben (2017. 07. 15, OTP Bank Liga 1. forduló) 3–2 Paks, otthon (2017. 07. 22, OTP Bank Liga 2. forduló)                                                                           |
| Legnagyobb arányú vereség     | 0–5 Ferencváros, idegenben (2017. 07. 30., OTP Bank Liga 3. forduló) |
| Legmagasabb hazai nézőszám    | 3 215, Honvéd (2017. 08. 19., OTP Bank Liga 6. forduló) |
| Legalacsonyabb hazai nézőszám | 1 641, Debrecen (2017. 10. 14., OTP Bank Liga 12. forduló) |
| Góllövőlista                  | minden kiírás: 3 gól: Baracskai (2 bajnoki, 1 kupa), és Majtán (0 bajnoki, 3 kupa) 2 gól: Cseri (2 bajnoki, 0 kupa), és Střeštík (2 bajnoki, 0 kupa) bajnokság: 2 gól: Baracskai, Cseri, és Střeštík |
| Pont (OTP Bank Liga)          | 9 pont a megszerezhető 36-ból (25,0%) |

## OTP Bank Liga
Győzelem
      Döntetlen
      Vereség
| 1. ford. |

| Debrecen | 1 – 2 | Mezőkövesd |
| -------- | ----- | ---------- |
|          |       |            |

| Részletek |

| 2. ford. |

| Mezőkövesd | 3 – 2 | Paks |
| ---------- | ----- | ---- |
|            |       |      |

| Részletek |

| 3. ford. |

| Ferencváros | 5 – 0 | Mezőkövesd |
| ----------- | ----- | ---------- |
|             |       |            |

| Részletek |

| 4. ford. |

| Mezőkövesd | 0 – 2 | Videoton |
| ---------- | ----- | -------- |
|            |       |          |

| Részletek |

| 5. ford. |

| Vasas | 1 – 1 | Mezőkövesd |
| ----- | ----- | ---------- |
|       |       |            |

| Részletek |

| 6. ford. |

| Mezőkövesd | 1 – 2 | Honvéd |
| ---------- | ----- | ------ |
|            |       |        |

| Részletek |

| 7. ford. |

| Diósgyőr | 2 – 1 | Mezőkövesd |
| -------- | ----- | ---------- |
|          |       |            |

| Részletek |

| 8. ford. |

| Mezőkövesd | 2 – 2 | Balmazújváros |
| ---------- | ----- | ------------- |
|            |       |               |

| Részletek |

| 9. ford. |

| Puskás Ak. | 1 – 0 | Mezőkövesd |
| ---------- | ----- | ---------- |
|            |       |            |

| Részletek |

| 10. ford. |

| Mezőkövesd | 2 – 4 | Újpest |
| ---------- | ----- | ------ |
|            |       |        |

| Részletek |

| 11. ford. |

| Haladás | 2 – 2 | Mezőkövesd |
| ------- | ----- | ---------- |
|         |       |            |

| Részletek |

| 12. ford. |

| Mezőkövesd | 0 – 2 | Debrecen |
| ---------- | ----- | -------- |
|            |       |          |

| Részletek |

| 13. ford. |

| Paks | 1 – 1 | Mezőkövesd |
| ---- | ----- | ---------- |
|      |       |            |

| Részletek |

| 14. ford. |

| Mezőkövesd | 0 – 1 | Ferencváros |
| ---------- | ----- | ----------- |
|            |       |             |

| Részletek |

| 15. ford. |

| Videoton | 4 – 0 | Mezőkövesd |
| -------- | ----- | ---------- |
|          |       |            |

| Részletek |

| 16. ford. |

| Mezőkövesd | 3 – 3 | Vasas |
| ---------- | ----- | ----- |
|            |       |       |

| Részletek |

| 17. ford. |

| Honvéd | 1 – 2 | Mezőkövesd |
| ------ | ----- | ---------- |
|        |       |            |

| Részletek |

| 18. ford. |

| Mezőkövesd | 0 – 0 | Diósgyőr |
| ---------- | ----- | -------- |
|            |       |          |

| Részletek |

| 19. ford. |

| Balmazújváros | 0 – 0 | Mezőkövesd |
| ------------- | ----- | ---------- |
|               |       |            |

| Részletek |

| 20. ford. |

| Mezőkövesd | 0 – 0 | Puskás Ak. |
| ---------- | ----- | ---------- |
|            |       |            |

| Részletek |

| 21. ford. |

| Újpest | 2 – 3 | Mezőkövesd |
| ------ | ----- | ---------- |
|        |       |            |

| Részletek |

| 22. ford. |

| Mezőkövesd | 2 – 1 | Haladás |
| ---------- | ----- | ------- |
|            |       |         |

| Részletek |

| 23. ford. |

| Debrecen | 2 – 3 | Mezőkövesd |
| -------- | ----- | ---------- |
|          |       |            |

| Részletek |

| 24. ford. |

| Mezőkövesd | 2 – 3 | Paks |
| ---------- | ----- | ---- |
|            |       |      |

| Részletek |

| 25. ford. |

| Ferencváros | 3 – 0 | Mezőkövesd |
| ----------- | ----- | ---------- |
|             |       |            |

| Részletek |

| 26. ford. |

| Mezőkövesd | 0 – 0 | Videoton |
| ---------- | ----- | -------- |
|            |       |          |

| Részletek |

| 27. ford. |

| Vasas | 0 – 0 | Mezőkövesd |
| ----- | ----- | ---------- |
|       |       |            |

| Részletek |

| 28. ford. |

| Mezőkövesd | 1 – 2 | Honvéd |
| ---------- | ----- | ------ |
|            |       |        |

| Részletek |

| 29. ford. |

| Diósgyőr | 0 – 1 | Mezőkövesd |
| -------- | ----- | ---------- |
|          |       |            |

| Részletek |

| 30. ford. |

| Mezőkövesd | 1 – 0 | Balmazújváros |
| ---------- | ----- | ------------- |
|            |       |               |

| Részletek |

| 31. ford. |

| Puskás Ak. | – | Mezőkövesd |
| ---------- | - | ---------- |
|            |   |            |

| Részletek |

| 32. ford. |

| Mezőkövesd | – | Újpest |
| ---------- | - | ------ |
|            |   |        |

| Részletek |

| 33. ford. |

| Haladás | – | Mezőkövesd |
| ------- | - | ---------- |
|         |   |            |

| Részletek |

### Első kör
A Debreceni VSC-t az előző szezonban két őszi és egy tavaszi mérkőzésre győzelemmel beugró Herczeg András irányítja. A keret még alakul, a legérdekesebb változás Tisza Tibor visszatérése, illetve a bécsi Rapidtól érkező felvidéki magyar, a nyár elején a szlovák válogatott keretében is szerepelt Novota János megszerzése. Ugyancsak ismét a Loki tagja Sós Bence és Takács Tamás. A Mezőkövesdet a kölcsönben szerepelteket is beleértve, tizenhét játékos (!) hagyta el, így semmi túlzás nincs abban, hogy a tavaly végén a csapat élére került felvidéki edzőnek, Radványi Miklósnak teljesen új csapatot kell építenie. A legértékesebb új szerzemény Vadnai Dániel, Szalai Attila, Novák Csanád és a korábbi debreceni játékos, Lázár Pál lehet. Szalai a 2015–2016-os idényben 77 percet játszott a bécsi Rapid mezében az osztrák élvonalban.
| 1. forduló 2017. július 15., szombat 18:00 |

| Debreceni VSC      | 1 – 2               | Mezőkövesd Zsóry FC                                             |
| ------------------ | ------------------- | --------------------------------------------------------------- |
| Ferenczi (1–1) 76' | (0 – 0) Jegyzőkönyv | 63' (0–1) Gohér 90+3' (1–2) Hudák 37′, 45+2′ Tóth B. 83' Tujvel |

| Nagyerdei stadion, Debrecen Nézőszám: 4 401 Játékvezető: Pintér Csaba (magyar) Asszisztensek: ifj. Tóth Vencel és Medovarszki János |

| 2. forduló 2017. július 22., szombat 18:00 |

| Mezőkövesd                                                                        | 3 – 2               | Paks                                |
| --------------------------------------------------------------------------------- | ------------------- | ----------------------------------- |
| Veselinović (1–2) 65' Baracskai (2–2) 70' Střeštík (3–2) 77' Koszta 18' Keita 66' | (0 – 0) Jegyzőkönyv | 57' (0–1) Szakály 59' (0–2) Lenzsér |

| Városi stadion, Mezőkövesd Nézőszám: 2 356 Játékvezető: Szabó Zsolt (magyar) Asszisztensek: Kóbor Péter és Varga Gábor |

| 3. forduló 2017. július 30., vasárnap 18:00 |

| Ferencváros                                                                              | 5 – 0               | Mezőkövesd Zsóry     |
| ---------------------------------------------------------------------------------------- | ------------------- | -------------------- |
| Moutari (1–0) 9' • (2–0) 26' Varga R. (3–0) 29' • (4–0) 53' Böde (5–0) 90' Gorriarán 43' | (3 – 0) Jegyzőkönyv | 39' Keita 58' Farkas |

| Groupama Aréna, Budapest Nézőszám: 5 861 Játékvezető: Solymosi Péter (magyar) Asszisztensek: Theodoros Georgiou és Farkas Balázs |

| 4. forduló 2017. augusztus 6., vasárnap 18:00 |

| Mezőkövesd           | 0 – 2               | Videoton                           |
| -------------------- | ------------------- | ---------------------------------- |
| Keita 30' Szeles 64' | (0 – 1) Jegyzőkönyv | 23' (0–1) Henty 85' (0–2) Lazovics |

| Városi stadion, Mezőkövesd Nézőszám: 2 300 Játékvezető: Andó-Szabó Sándor (magyar) Asszisztensek: Buzás Balázs és Szalai Balázs |

| 5. forduló 2017. augusztus 12., szombat 18:00 |

| Vasas             | 1 – 1               | Mezőkövesd      |
| ----------------- | ------------------- | --------------- |
| Kulcsár (1–0) 59' | (0 – 0) Jegyzőkönyv | 90'(1–1) Pillár |

| Szusza Ferenc Stadion, Budapest Játékvezető: Berke Balázs (magyar) Asszisztensek: Albert István és Georgiou Theodoros |

| 6. forduló 2017. augusztus 19., szombat 18:00 |

| Mezőkövesd Zsóry FC                   | 1 – 2               | Budapest Honvéd                                             |
| ------------------------------------- | ------------------- | ----------------------------------------------------------- |
| Baracskai (1–1) 72' Veszelinovics 88' | (0 – 1) Jegyzőkönyv | 22' (0–1) Baráth 90+4' (1–2) Kabangu 30' Lovrics 78' Danilo |

| Városi stadion, Mezőkövesd Nézőszám: 3 215 Játékvezető: Erdős József (magyar) Asszisztensek: Horváth Róbert és Végh-Tarsonyi Gergő |

- Mezőkövesd: Tujvel — Farkas, Hudák, Pillár, Szalai — Tóth (Veszelinovics  49'), Keita, Vadnai (Baracskai  59'), Cseri — Střeštík, Koszta (Fótyik  83')  Fel nem használt cserék: Dombó (kapus), Csirmaz, Brasen, Majtán. Vezetőedző: Radványi Miklós
- Budapest Honvéd: Gróf — Latifu (Deák  64'), Lovrics, Bobál, Baráth, Laczkó (Kabangu  71') — Kamber , Nagy, Herjeczki — Danilo, Lanzafame  Fel nem használt cserék: Horváth (kapus), Csábi, Banó-Szabó, Villám, Tömösvári. Vezetőedző: Erik van der Meer

A hazaiak kezdték aktívabban a mérkőzést, de negyedóra elteltével átvette az irányítást a bajnokcsapat, amely egy szögletet követően meg is szerezte a vezetést. A folytatásban is a fővárosiak voltak veszélyesebbek, de a mezőkövesdieknek is akadt egy-két helyzete. A második félidő Honvéd-rohamokkal kezdődött, Tujvelnek többször is védenie kellett. A házigazdák eleinte kontrákkal próbálkoztak, majd fokozatosan egyre többet birtokolták a labdát, s egy szép támadás végén sikerült egyenlíteniük a csereként beállt Baracskai fejesével. A hajrában a Honvéd tett többet a győzelemért, előbb kapufáig jutott, majd végül Kabangu révén a három pontot érő gólt is sikerült megszereznie. A kispestiek immár 11 bajnoki óta veretlenek (ebből ötöt még az előző idényben játszottak le), és továbbra is az élen állnak a tabellán. 
| 7. forduló 2017. augusztus 26., vasárnap 18:00 |

| Diósgyőr                                                            | 2 – 1               | Mezőkövesd Zsóry FC                                             |
| ------------------------------------------------------------------- | ------------------- | --------------------------------------------------------------- |
| Forgács (1–1) 73' Ugrai (2–1) 90+3' (11-esből) Kocsis 20' Tamás 40' | (0 – 0) Jegyzőkönyv | 57' (0–1) Cseri 74' Tujvel 75' Farkas 89' Baracskai 90+3' Keita |

| Nagyerdei stadion, Debrecen Nézőszám: 1 979 Játékvezető: Andó-Szabó Sándor (magyar) Asszisztensek: Király Krisztián és Szert Balázs |

- Mezőkövesd: Tujvel — Lázár, Pillár, Hudák, Vadnai — Keita — Farkas D. Střeštík (Szeles  78'), Koszta, Cseri (Baracskai  66') — Majtán (Veszelinovics  55')  Fel nem használt cserék: Krnác (kapus), Fótyik, Mlinar, Csirmaz. Vezetőedző: Radványi Miklós
- Diósgyőr: Antal — Nagy T., Lipták , Karan, Tamás (Jóannidisz  63')— Vela, Busai, Kocsis (Nono  szünetben), Óvári (Forgács  63') — Makrai, Ugrai  Fel nem használt cserék: Rados (kapus), Tóth, Ternován, Eperjesi. Vezetőedző: Bódog Tamás

A forduló előtt negyedik és hatodik helyen állt a két borsodi gárda a tabellán, ám mindkét fél rossz formában várta az összecsapást: a házigazda három, a vendégcsapat négy meccse nem tudta begyűjteni a három pontot. A találkozó elején inkább a DVTK irányított, míg a szünethez közeledve a mezőkövesdiek álltak közelebb a gólszerzéshez, de a szünetig egyik gárda sem talált be. A fordulást követően aztán a Mezőkövesdnek sikerült megszereznie a vezetést, ez pedig felélénkítette a találkozót. A kapuk többször is veszélyben forogtak, és bár a vendégeknek is akadt nagy helyzetük, a DVTK-nak sikerült egyenlítenie, majd a ráadás perceiben büntetőből megfordította a találkozót.
- A két csapat tavaszi, ugyancsak debreceni 1–1-es döntetlenje után ezúttal a DVTK nyert, a 93. percben szerzett góllal. Most nem volt szerencséje a Mezőkövesdnek, amely az első fordulóban hajrágóllal győzte le ugyanebben a stadionban a Debreceni VSC-t.
- Bódog Tamás csapata hét forduló alatt harmadszor változtatott számára pozitívan az eredményen az utolsó pillanatokban. A Honvéd (2–2) és a Puskás Akadémia (2–2) ellen Vela, most Ugrai volt a főszereplő.
- A Diósgyőrnek ez volt az első hazai győzelme az idényben.
- Forgács Dávid a hatodik, Ugrai Roland a hetedik diósgyőri játékos, aki gólt szerzett az OTP Bank Liga 2017–2018-as idényében. A csereként beállt hátvéd a második élvonalbeli mérkőzésén szerzett fontos gólt. Ugrai az előző idényben öt gólt szerzett diósgyőri mezben.
- A Mezőkövesd az első két fordulóban győzött, azóta ellenben csupán egy pontot gyűjtött.
- A nyáron Kisvárdáról érkezett Cseri Tamás élete első élvonalbeli gólját lőtte.
- Radványi Miklós együttese négy idegenbeli mérkőzésen van túl, ezekből csak a Ferencváros ellenin nem szerzett gólt.[2]

A borsodiak két ponttal gyűjtöttek eddig többet az újoncnál, hét pontjukból hatot az első két fordulóban szereztek. A legutóbbi öt fordulóban nyeretlenek, egyetlen döntetlent értek el. Hazai pályán a legutóbbi két meccsüket elveszítették, de tegyük hozzá, hogy a tabella első két helyezettje, a Videoton FC és a Bp. Honvéd ellen. A balmazújvárosiak ugyancsak jól kezdtek, de a mezőnyből egyedüliként a legutóbbi három fordulóban pont nélkül maradtak. Idegenben a Videotontól és a Honvédtól is döntetlennel távoztak, de utána kikaptak a Haladástól és a Puskás Akadémiától.
| 8. forduló (8. élvonalbeli mérkőzés) 2017. szeptember 9., szombat 18:00 |

| Mezőkövesd Zsóry FC                                                   | 2 – 2               | Balmaz Kamilla Gyógyfürdő                                     |
| --------------------------------------------------------------------- | ------------------- | ------------------------------------------------------------- |
| Lázár 62' (1–1) 58' Střeštík (2–1) 70' Cseri 40' Fótyik 86' Keita 87' | (0 – 1) Jegyzőkönyv | 35' (0–1) • 88' (2–2) Arabuli 20' Tamás 32' Sigér 44' Habovda |

| Városi stadion, Mezőkövesd Nézőszám: 2 544 Játékvezető: Farkas Ádám (magyar) Asszisztensek: Szécsényi István és Szalai Balázs |

- Mezőkövesd: Tujvel — Lázár, Hudák, Szeles, Fótyik — Keita, Mlinar (Veszelinovics  szünetben) — Farkas, Tóth (Koszta  75'), Cseri — Střeštík Fel nem használt cserék: Dombó (kapus), Baracskai, Vadnai, Majtán, Szalai. Vezetőedző: Radványi Miklós
- Balmazújváros: Horváth — Habovda, Tamás, Rus, Uzoma — Vajda (Rácz  80'), Sigér  (Maiszuradze  80'), Haris — Arabuli, Zsiga, Andrics (Kovács  61') Fel nem használt cserék: Pogacsics (kapus), Póti, Batarelo, Belényesi. Vezetőedző: Horváth Ferenc

A két csapat történetének első egymás elleni NB I-es mérkőzésén a vendégek dolgoztak ki több helyzetet az első félidőben, a hazaiaknál Tujvel két nagy bravúrt is bemutatott, valamint Hudáknak volt egy óriási mentése. A 35. percben már a hálóőr védése sem mentette meg a Mezőkövesdet, ugyanis a kapufáról kipattanót a grúz Arabuli a kapuba továbbította. Nem sokkal a szünet után egyenlített a Mezőkövesd, igaz, Lázár találatában alaposan benne volt Horváth is, ugyanis a jobbhátvéd "lehetetlen" szögből jött lövését könnyedén fognia kellett volna a kapusnak. A góltól lendületet kapott a Mezőkövesd és átvette a játék irányítását, Střeštík) révén pedig a 70. percben átvette a vezetést is. Néhány perccel később Strestík el is dönthette volna a három pont sorsát, de közeli lövését Horváth bravúrral védte. Ez megbosszulta magát, mivel a 88. percben egy szögletből egyenlítettek a vendégek. A 92. percben Strestík tökéletesen adott középre, de Veselinovic az égbe lőtte a ziccert, így a lábában maradt a három pont.
Edzői nyilatkozatok a mérkőzés után:
Az első félidőt odaajándékoztuk az ellenfélnek, nem is értem, egy hazai csapat hogyan tud így játszani egy presztízsmeccsen. Szünetben mondtam, hogy ha így akarjuk folytatni ki sem kell mennünk a pályára. Szerencsére felálltunk és fordítottunk, majd újra jött a nagy hiba. Veszelinovics lábában ott a meccslabda, sajnos nem sikerült nyerni. Az edzéseken ha kávéért játszunk nagy a harc, a meccsen pedig amikor ünnep van, akkor begörcsölünk.
Igazából sok mindent nem tudok mondani. Első félidőben eldönthettük volna a meccset, a második félidőben sajnos begörcsöltünk. Szívem szerint azt mondanám, hogy három pontot érdemeltünk volna, de ez nem lenne sportszerű, mert a Kövesdnek volt meccslabdája. Sajnos a legutóbbi három vereség görcsössé tett minket. Sajnos az egy pontokkal nem haladunk előre!
- A Mezőkövesd a legutóbbi hat, a Balmazújváros a legutóbbi négy fordulóban nem tudott nyerni.
- A Mezőkövesd az első két fordulóban aratott győzelmei óta először szerzett egy találkozón két gólt.
- Radványi Miklós együttese az első nyolc fordulóból hatban kapott legalább két gólt a mérkőzésén.
- Marek Střeštík a második bajnoki gólját szerezte az idényben.
- Lázár Pál 2014. november elsején, a Pápa ellen szerzett a mostani előtt legutóbb bajnoki gólt az élvonalban.
- A grúz Bacsana Arabuli négy gólnál tart, először duplázott.
- Horváth Ferenc együttese vendégként az eddigi öt meccséből hármon szerzett pontot.
- A Balmazújváros harmadszor jutott két szerzett gólig az OTP Bank Ligában.[4]

| 9. forduló 2017. szeptember 16., szombat 18:00 |

| Puskás Akadémia                          | 1 – 0               | Mezőkövesd Zsóry FC                                           |
| ---------------------------------------- | ------------------- | ------------------------------------------------------------- |
| Diallo (1–0) 57' Prosser 52' Patrick 83' | (0 – 0) Jegyzőkönyv | 14' Hudák 49' Veszelinovics 65' Szeles 82' Baracskai 87' Tóth |

| Pancho Aréna, Felcsút Nézőszám: 811 Játékvezető: Iványi Zoltán (magyar) Asszisztensek: Albert István és Huszár Balázs |

- Mezőkövesd: Tujvel — Lázár (Baracskai  74'), Hudák, Szeles, Fótyik — Mlinar (Majtán  82'), Tóth — Farkas, Střeštík (Koszta  62'), Cseri — Veszelinovics Fel nem használt cserék: Krnáč (kapus), Brašeň, Vadnai, Szalai. Vezetőedző: Radványi Miklós
- Puskás Akadémia: Hegedüs L. — Osváth, Heris, Vanczák, Balogh — Márkvárt (Zsidai  88'), Mevoungou — Molnár (Prosser  szünetben), Knežević, Szakály P. (Latifi  54') — Diallo Fel nem használt cserék: Danilovics (kapus), Spandler, Bačelić-Grgić, Perošević. Vezetőedző: Pintér Attila

A mérkőzés első félideje kiegyenlített erők küzdelmét hozta, a kapuk azonban nem forogtak veszélyben. Fordulást követően nagyobb sebességre kapcsolt a Puskás Akadémia és Diallo találatával megszerezte a vezetést; (1–0). A hátrányba került Mezőkövesd ezután sokat tett az egyenlítésért: Baracskainak ez az utolsó pillanatban össze is jöhetett volna, de közelről a kapu fölé lőtt.
- Pintér Attila csapata sorozatban a negyedik győzelmét aratta az élvonalban. Ez klubrekord-beállítás, 2014. szeptember 20. és október 18. között értek el az elődök hasonló szériát.
- 2016. február 13., a Diósgyőr elleni 1–0 óta először nyert meg a Puskás Akadémia élvonalbeli bajnoki találkozót kapott gól nélkül.
- 2014. november 29. óta a felcsútiak először nyertek meg két egymást követő hazai bajnoki mérkőzést az OTP Bank Ligában.
- Ulysse Diallo az ötödik gólját szerezte a bajnoki idényben, a legutóbbi három mérkőzésén négy gólt szerzett. Ez is klubrekord-beállítás, korábban mindössze egyszer, 2015 őszén állt a kilencedik forduló után öt góllal Puskás Akadémia-játékos. Akkor Pekár László.
- Pintér Attila tavaly a kilencedik forduló után tíz ponttal állt a Mezőkövesddel. Most a Puskás Akadémiával 14 pontot gyűjtött.
- A Mezőkövesd mindössze két pontot szerzett a legutóbbi öt bajnoki találkozóján.
- Radványi Miklós csapata mindössze a második idegenbeli bajnokiján maradt szerzett gól nélkül az idényben.[5]

| 10. forduló 2017. szeptember 23., szombat 18:15 (tv: M4 Sport) |

| Mezőkövesd Zsóry FC                                                               | 2 – 4               | Újpest                                                                                          |
| --------------------------------------------------------------------------------- | ------------------- | ----------------------------------------------------------------------------------------------- |
| Cseri (1–0) 28' Fótyik (2–3) 84' Mlinar 35' Szeles 80' Baracskai 85' Střeštík 88' | (1 – 0) Jegyzőkönyv | 60' (1–1) Tischler 62' (1–2) • 78' (1–3) • 86' (11-esből) (2–4) Novothny 27' Litauszki 76' Mohl |

| Városi stadion, Mezőkövesd Nézőszám: 2 386 Játékvezető: Solymosi Péter (magyar) Asszisztensek: Becséri Gergely és Szert Balázs |

- Mezőkövesd: Tujvel — Lázár (Baracskai  66'), Hudák, Szeles, Fótyik — Mlinar (Střeštík  68'), Keita — Farkas, Tóth (Koszta  57'), Cseri —  Veszelinovics Fel nem használt cserék: Krnáč (kapus), Brašeň, Vadnai, Majtán. Vezetőedző: Radványi Miklós
- Újpest: Pajovics — Balázs, Pávkovics, Litauszki , Mohl — Windecker, Salétros (Nwobodo  szünetben) — Simon (Tischler  57'), Nagy D., Angelov (Szankovics  57') — Novothny Fel nem használt cserék: Banai (kapus), Kálnoki Kis, Selmani, Pauljevics. Vezetőedző: Nebojsa Vignjevics

Aktívabban kezdte a mérkőzést az Újpest, két gyors akciót vezetett – az egyikből egy lesgólt is szerzett –, de azután hamar magára talált a Mezőkövesd is. A folytatásban a hazai csapat támadott többet, helyzetet azonban jó ideig nem sikerült kialakítania. Az első félóra végén Veszelinovics beadását követően Tóth Bence elől még sikerül kipiszkálni a labdát, azonban Cseri Tamás jó ütemben és háborítatlanul érkezett a kipattanó labdára és a kapuba passzolt; (1–0). Ezzel megszerezte a vezetést a Mezőkövesd, amely a szünet előtt öt perccel még egyszer Filip Pajovics kapujába talált, de a játékvezető les címén nem adta meg a gólt. Az összképet tekintve a hazai csapat megérdemelten vezetett az első félidőben. A szünetben, majd a második félidő elején is cserélt a vendégek vezetőedzője, Nebojsa Vignjevics, és bevált a változtatás, két perc alatt megfordították a mérkőzés állását. Előbb a 60. percben Tischler Patrik Nagy Dániel jobbról érkező szögletére tökéletesen érkezett, majd senkitől sem zavartatva a tehetetlen Tujvel kapujába fejelt; (1–1). Két percre rá Novothny Soma fejelt a hazaiak kapujába Obinna Nwobodo baloldali beadása után; (1–2). A Mezőkövesd próbálkozott az irányítással, de továbbra is a második játékrészre felgyorsult Újpest támadott hatékonyabban. A 78. percben tovább növelték a vendégek előnyüket, Nagy balról érkező beadása átszállt a túloldalra, ahonnan Nwobodo erősen középre küldte, Novothny beletette a lábát, ahonnan először a keresztlécen csattan a labda, a visszapattanót azonban a földön ülve már bepofozta; (1–3). A 81. percben az Újpest jutott büntetőrúgáshoz, Szeles ért kézzel a szélről beadott labdába a büntetőterületen belül. A tizenegyest azonban Nagy Dániel kihagyta. A 84. percben szépítettek a hazaiak, a csereként beállt Střeštík beadása után Pajovics rosszul ütötte ki a labdát, Fótyik Dominik pedig élt a lehetőséggel és a kapuba lőtt; (2–3). A következő akció megint vendég tizenegyessel zárult – Szeles Novothnyt szereli a játékvezető szerint szabálytalanul –, amit az így mesterhármast szerző Novothny értékesített a 86. percben; (2–4). A második félidőben az Újpest jóval dinamikusabban és kapura veszélyesebben futballozott, ennek eredménye volt a fordítás. A hazai együttes sorozatban nyolcadik bajnoki találkozóján maradt nyeretlen.
Nyilatkozatok a mérkőzés után:
Nagyon nehéz hétről hétre ilyen meccseket játszani. Az első félidőben jól futballoztunk, rúgtunk egy második gólt is, amit érthetetlen okokból nem adtak meg, 2-0-nál eldőlt volna a mérkőzés. Az első félidőben benne volt, hogy több góllal nyerünk. Voltak a második félidőben is helyzeteink, sokat hibáztunk, de mások is, amit ez a csapat nem bír el. Láttam a játékosokon az agresszivitást, látom rajtuk az akaratot, de mint már említettem, vannak hibáink, és nem csak a játékosok bakiznak a pályán.
Két különböző félidőt játszottunk: az elsőben úgy futballoztunk, mintha nem akarnánk nyerni, persze tudtam, hogy nagy volt a nyomás a játékosokon. A második félidőben feljavultunk, jókor szereztük a góljainkat. Megfelelő úton haladunk azt gondolom, bár nem oldódott meg minden problémánk. Azt elismerem, hogy kockázatos volt korán hármat is cserélnem – mindent bele alapon tettem –, de mint a lefújáskor kiderült, ezen az estén minden bejött.
- A Mezőkövesd az első öt fordulóban hét pontot szerzett, azóta egyet.
- Hazai pályán összesen négy pontot szerzett eddig öt találkozón, minden ellenfelétől legalább két gólt kapott.
- Radványi Miklós csapata sorozatban a második hazai mérkőzésén szerzett két gólt, de egyiket sem tudta megnyerni.
- Cseri Tamás a második, Fótyik Dominik az első élvonalbeli gólját érte el.
- Az Újpest 2015. március 25-én, Felcsúton, a Puskás Akadémia ellen szerzett a mostanit megelőzően vendégként legalább négy gólt a bajnokságban. A lilák akkor 5–4-re nyertek, mostani egyik gólszerzőjük, Tischler Patrik négy gólt szerzett az ellenfél soraiban.
- Novothny Soma először szerzett mesterhármast élvonalbeli pályafutása során, mi több, NB I-es mérkőzésen először szerzett egynél több gólt. Öt találatnál jár az OTP Bank Liga 2017–2018-as idényében.
- Nebojsa Vignjevics együttese öt pontot szerzett eddig pályaválasztóként, nyolcat idegenben, igaz, kettővel többet játszott vendégként.[7]

A Haladás a tizedik, a Mezőkövesd a tizenegyedik helyen áll a bajnokságban, egyetlen pont választja el egymástól a két csapatot. A szombathelyiek Mészöly Géza menesztése óta az új edzővel, Pacsi Bálinttal kikaptak a Videotontól, majd hazai pályán nyerni tudtak az Újpest ellen, aztán a Vasas elleni mérkőzés félbeszakadt. A gyenge bajnoki helyezés ellenére a zöld-fehérek soproni mérlege nem rossz: mind a kilenc pontját ott szerezte a csapat. A Mezőkövesd az első két forduló után hat ponttal állt, azóta nyolc mérkőzésen gyűjtött kettőt. Vendégként a legutóbbi négy mérkőzésén egy pontot gyűjtött. 
| 11. forduló 2017. szeptember 30., szombat 18:00 |

| Swietelsky Haladás                               | 2 – 2               | Mezőkövesd Zsóry FC |
| ------------------------------------------------ | ------------------- | --- |
| Williams (1–0) 5' Polgár (2–1) 60' Kovács L. 23' | (1 – 1) Jegyzőkönyv | 27' (1–1) Iszlai 82' (2–2) Koszta 38' Fótyik 19′, 48′ Szeles 53' Mlinar 65' Vadnai 67' Veszelinovics 86' Tóth B. 88' Majtán |

| Káposztás utcai Stadion, Sopron Nézőszám: 1 430 Játékvezető: Szabó Zsolt (magyar) Asszisztensek: Lémon Oszkár és Szalai Dániel |

- Mezőkövesd: Tujvel — Lázár (Majtán  79'), Hudák D. (Vadnai  szünetben), Szeles, Fótyik — Mlinar (Brasen  72'), Iszlai, Tóth B., Cseri — Veszelinovics, Koszta Fel nem használt cserék: Dombó (kapus), Baracskai, Szalai, Murai. Vezetőedző: Pacsi Bálint
- Haladás: Király  — Polgár, Wils, Jagodics, Bošnjak — Kiss T., Tóth M. (Németh Milán  80'), Kovács L. (Halmosi  52'), Kiss B. — Williams, Ramos (Martínez  59') Fel nem használt cserék: Gyurján (kapus), Medgyes, Rácz, Németh Márió. Vezetőedző: Radványi Miklós

A tabellán 10. Haladás és 11. Mezőkövesd találkozóján a Sopronban játszó hazaiak Williams szemfüles góljával hamar megszerezték a vezetést. Ennek azért is örülhettek a szombathelyi szurkolók, mert csapatuk a jelenlegi idényben csak akkor nyert bajnokit, ha az ausztrál légiós betalált a kapuba. Az első félórában Tujvel bravúrjainak köszönhetően nem nőtt a különbség, mígnem a borsodiak egyik szórványos ellentámadásából Iszlai egyenlített közelről, aki kilenc év után éppen a Haladástól érkezett nemrég Mezőkövesdre. A második félidő elején Szeles második sárga lapja miatt tíz emberre fogyatkoztak a vendégek, s a házigazdák mezőnyfölényét Polgár váltotta gólra egy jól eltalált lövéssel. A Mezőkövesd a 71. percben újra egyenlíthetett volna, de Iszlai büntetőjét Király kiütötte. Tíz perccel később már ő is tehetetlen volt, Koszta közelről a léc alá bombázott, így a második félidőben bátran támadó borsodiak megérdemelten hoztak el egy pontot. A Haladás április óta nem tudott nyerni hazai pályán kétszer egymás után, míg a Mezőkövesd sorozatban kilencedik bajnoki találkozóján maradt nyeretlen.

### Második kör
Egyhetes szünet után tovább folytatódik az NB I a hétvégén, a dobogó harmadik fokán álló DVSC a tabella 11. helyét elfoglaló Mezőkövesd otthonában vendégszerepel. Az első forduló egyik nagy meglepetése a Mezőkövesd debreceni diadala volt. A következő fordulóban még győzött Radványi Miklós együttese, de azóta nyeretlen. Pályaválasztóként csupán négy pontot gyűjtött eddig, három gólt szerzett. A DVSC hat forduló óta veretlen, legutóbb Újpesten döntetlennel zárta le öt meccsből álló győzelmi sorozatát. Vendégként az első három meccsén egy, a második hármon hét pontot szerzett. A Loki 2016. augusztus 7-én, Herczeg András irányításával 1–0-ra nyert Mezőkövesden, de azóta három mérkőzésen is nyeretlen maradt a borsodiakkal szemben. 
| 12. forduló 2017. október 14., szombat 15:30 |

| Mezőkövesd Zsóry FC                               | 0 – 2               | Debreceni VSC                                              |
| ------------------------------------------------- | ------------------- | ---------------------------------------------------------- |
| Cseri 29' Veszelinovics 43' Hudák 57' Tóth B. 61' | (0 – 1) Jegyzőkönyv | 28' (0–1) Mengolo 84' (0–2) Bódi 12' Jovanovics 44' Bényei |

| Városi stadion, Mezőkövesd Nézőszám: 1 641 Játékvezető: Vad II. István (magyar) Asszisztensek: Szécsényi István és Szalai Balázs |

- Mezőkövesd: Tujvel — Lázár , Hudák, Iszlai (Střeštík  57'), Vadnai — Cseri, Tóth B., Keita (Majtán  71'), Brašeň (Szalai  34') — Koszta, Veszelinovics Fel nem használt cserék: Dombó (kapus), Farkas, Mlinar, Baracskai. Vezetőedző: Radványi Miklós
- Debreceni VSC: Nagy S. — Bényei, Kinyik, Szatmári, Ferenczi — Varga K. (Mészáros N.  81'), Jovanovics, Tőzsér , Bódi — Sós (Csősz  69'),  Mengolo (Nagy K.  60') Fel nem használt cserék: Novota (kapus), Filip, Tisza, Szekulics. Vezetőedző: Herczeg András

A 4. percben a Loki előtt adódott a meccs első lehetősége, Jovanovics veszélyes lövését azonban fogta Tujvel. Öt perccel később a találkozó addigi legnagyobb helyzete maradt ki, Varga Kevin tökéletes ütemű indítását Sós Bence lőtte a mezőkövesdi hálóőrbe. Kijöttek a hazaiak együttesünk nyomásából az első negyedóra végére, ekkor Brašeň közeli fejessel próbálta megszerezni a vezetést. A 19. percben csakúgy, mint az imént Sós Bence, Justin Mengolo is egy az egyben indult meg Tujvellel szemben, kameruni légiósunk azonban a jobb kapufa mellé tekerte a labdát. A 21. percben Brašeň lőtt, de húszméteres próbálkozása nem okozott gondot Nagy Sándornak. Négy perccel később Sós Bence beadása után Mengolo veszélyeztetett, Tujvel azonban ismét résen volt és szögletre ütötte a labdát a jobb felső sarokból. Érett a debreceni találat, amely a 28. percben össze is jött: Jovanovics indította Varga Kevint, akinek a jobb szélről érkező lapos beadását Mengolo lőtte az üres kapuba; (0–1). Három perccel később ismét Mengolo volt a főszereplő, aki megduplázhatta góljai számát és a Loki előnyét is, lövése azonban a bal kapufa mellett hagyta el a pályát. A 33. percben egy balról érkező beadásról maradt le centikkel Sós Bence. A 41. percben újfent Sós Bence szerezhetett volna gólt, de lövése nem találta el a kaput. A Loki az 55. percben egy szöglet után gyors kontrát vezetett, amely végén Sós lövését öklözte ki Tujvel. Teljesen más felfogású Mezőkövesd futott ki a pályára a szünet után. A hazaiak birtokolták többet a labdát, az 59. percben pedig az egyenlítő találat is összejöhetett volna, Střeštík azonban 8 méterről hibázott. A 60. percben kihasználta első cserelehetőségét Herczeg András, a gólt szerző Justin Mengolo helyett Nagy Kevin állt be. Két perccel később hatalmas hazai helyzet maradt ki, Kinyik eladott labdáját Cseri adta a középen érkező Střeštíknek, aki 5 méterről nem talált kaput. A 68. percben szép összjáték után Veszelinovics 14 méterről lőtt a kapu felé. Egy perccel később ismét cserélt a Loki, Sós Bence helyett Csősz Richárd érkezett. A 73. percben Bényei húszméteres lövését hárította a kövesdi kapus. A 79. percben Majtán is betalálhatott volna, tekerése viszont pontatlannak bizonyult. A 81. percben Varga Kevint Mészáros Norbert váltotta. Három perccel később megduplázta előnyét a DVSC, eldöntve ezzel a három pont sorsát: gyönyörű támadás végén Ferenczi balról beadott passza után Bódi Ádám lőtt az üres kapuba; (0–2).
Nyilatkozatok a mérkőzés után:
Az első félidőben abszolút nem azt játszottuk, amire készültünk. Lekontráztak bennünket, kihasználták a hibáinkat. A második félidőben az történt a pályán, amit mi szerettünk volna, helyzeteket dolgoztunk ki, nem sikerült gólra váltani. A második debreceni gól után szétesett a csapat, ezek után nincs más hátra, mint gratulálni a Debrecennek.
Az első félidőben eldönthettük volna a találkozót. Jó támadásokat vezettünk, 5-6 helyzetünk volt. A második játékrészben átadtuk a játék irányítását, de akkor is rúgtunk egy gólt. Megérdemelten győztünk. Szép győzelmet arattunk.
| Csapat     | Összes lövés | Kaput talált lövés | Kaput talált lövés %(összes lövésből) | Gól | Gól %(kaput talált lövésekből) | Szöglet | Szabálytalanság | Les | Sárga lap | Piros lap |
| ---------- | ------------ | ------------------ | ------------------------------------- | --- | ------------------------------ | ------- | --------------- | --- | --------- | --------- |
| Mezőkövesd | 14           | 3                  | 21,4%                                 | 0   | 0,0%                           | 9       | 8               | 1   | 4         | 0         |
| Debrecen   | 12           | 8                  | 66,7%                                 | 2   | 25,0%                          | 4       | 12              | 3   | 2         | 0         |

- A Debrecen visszavágott az első fordulóban elszenvedett hazai vereségért.
- Herczeg András 2016 őszén és 2017 őszén is győzelemre vezette a Lokit Mezőkövesden.
- A debreceniek a legutóbbi hét fordulóban 19 pontot szereztek. Ilyen jó sorozatuk a 2014–2015-ös idény dereka óta először van.
- Justin Mengolo a második gólját szerezte a magyar bajnokságban. Egyhónapos kihagyás után góllal tért vissza.
- Bódi Ádám a második gólját szerezte az idényben (az előzőt a 7. fordulóban, a Honvéd–Debrecen 1–3 mérkőzésen. Amióta visszatért Debrecenbe, még nem veszített a csapat. Mi több: a középpályás 2016. augusztus 16. óta nem játszott az élvonalban vesztes mérkőzésen.
- A DVSC immár négy idegenbeli mérkőzésen maradt veretlen, ilyenre 2015 nyara óta nem volt példa.
- Ez volt pályafutása 300. mérkőzése a DVSC belső védőjének, Mészáros Norbertnek.
- A Mezőkövesd a legutóbbi öt hazai bajnoki meccsén összesen egy pontot szerzett: 4. forduló: Mezőkövesd–Videoton 0–2; 6. forduló: Mezőkövesd–Honvéd 1–2; 8. forduló: Mezőkövesd–Balmazújváros 2–2; 10. forduló: Mezőkövesd–Újpest 2–4.
- Radványi Miklós csapata ősszel már harmadszor szenvedett kétgólos hazai vereséget: 4. forduló: Mezőkövesd–Videoton 0–2; 10. forduló: Mezőkövesd–Újpest 2–4; 12. forduló: Mezőkövesd–Debrecen 0–2.[10]

| 13. forduló 2017. október 21., szombat |

| Paks | – | Mezőkövesd Zsóry FC |
| ---- | - | ------------------- |
|      |   |                     |

| Fehérvári úti stadion, Paks |

| 14. forduló 2017. október 28., szombat 15:30 |

| Mezőkövesd Zsóry     | 0 – 1               | Ferencváros                                        |
| -------------------- | ------------------- | -------------------------------------------------- |
| Lázár 26' Iszlai 84' | (0 – 1) Jegyzőkönyv | 39' (0–1) Böde 63' Otigba 87' Paintsil 89' Leandro |

| Városi stadion, Mezőkövesd Nézőszám: 2 935 Játékvezető: Pintér Csaba (magyar) Asszisztensek: Albert István és Berettyán Péter |

- Mezőkövesd: Tujvel — Lázár , Hudák, Szalai, Vadnai — Koszta, Mlinar (Tóth B.  62'), Keita, Iszlai, Cseri — Střeštík (Veszelinovics  62') Fel nem használt cserék: Dombó (kapus), Farkas, Novák, Szeles, Murai. Vezetőedző: Kuttor Attila
- Ferencváros: Dibusz — Botka, Otigba, Blažič, Pedroso — Gorriarán, Szpirovszki — Varga R., Paintsil (Csernik  90'), Moutari (Leandro  76') — Böde Fel nem használt cserék: Varga Á. (kapus), Hajnal, Priskin, Sternberg, Lovrencsics B.. Vezetőedző: Thomas Doll

Az első félidőben összességében a vendég zöld-fehérek futballoztak fölényben, s a félidő végén Böde gyönyörű fejesével megérdemelten szereztek vezetést: a 39. percben Pedroso ment el a bal oldalon, majd remekül tekert középre, ahol Böde Dániel hét méterről, védője szorításában, félig háttal a kapunak, ívelten a hálóba fejelte a labdát; (0–1). A fordulást követően pár perccel egyenlíthetett volna a Mezőkövesd, de Koszta hatalmas helyzetben rontott. A hazaiak jó 20 perc alatt sokkal több helyzetet dolgoztak ki, mint addig összesen, de nem tudtak túljárni a magabiztos Dibusz eszén. Az utolsó percekben is inkább a Ferencváros védelmének kellett jobban koncentrálnia, de nem hibázott, így Thomas Doll csapata mindhárom pontot megszerezte. A Mezőkövesd immáron 12 forduló óta nyeretlen az élvonalban, míg a zöld-fehérek veretlensége nyolc mérkőzésesre duzzadt az NB I-ben. Mivel a forduló előtt listavezető Videoton 2–2-es döntetlent játszott az Újpesttel, így a Ferencváros a tabella élére állt. 
| 15. forduló 2017. november 4., szombat 15:30 |

| Videoton                                                                             | 4 – 0               | Mezőkövesd           |
| ------------------------------------------------------------------------------------ | ------------------- | -------------------- |
| Lazovics (1–0) 7' (4–0) 66' Henty (2–0) 17' M. Szkepovics (3–0) 36' 47' Vinícius 61' | (3 – 0) Jegyzőkönyv | 13' Szalai 25' Cseri |

| Pancho Aréna, Felcsút Nézőszám: 1 347 Játékvezető: Karakó Ferenc (magyar) Asszisztensek: Varga Gábor,Szalai Balázs |

| 16. forduló 2017. november 18., szombat |

| Mezőkövesd Zsóry | – | Vasas |
| ---------------- | - | ----- |
|                  |   |       |

| Városi stadion, Mezőkövesd |

| 17. forduló 2017. november 25., szombat |

| Honvéd | – | Mezőkövesd Zsóry |
| ------ | - | ---------------- |
|        |   |                  |

| Bozsik József Stadion, Budapest |

| 18. forduló 2017. december 2., szombat |

| Mezőkövesd Zsóry | – | Diósgyőr |
| ---------------- | - | -------- |
|                  |   |          |

| Városi stadion, Mezőkövesd |

| 19. forduló 2018. február 10., szombat |

| Balmaz Kamilla Gyógyfürdő | – | Mezőkövesd Zsóry |
| ------------------------- | - | ---------------- |
|                           |   |                  |

| Városi stadion, Balmazújváros |

| 20. forduló 2017. december 9., szombat |

| Mezőkövesd Zsóry | – | Puskás Akadémia |
| ---------------- | - | --------------- |
|                  |   |                 |

| Városi stadion, Mezőkövesd |

| 21. forduló 2018. február 17., szombat |

| Újpest | – | Mezőkövesd |
| ------ | - | ---------- |
|        |   |            |

| Szusza Ferenc Stadion, Budapest |

| 22. forduló 2018. február 24., szombat |

| Mezőkövesd Zsóry | – | Swietelsky Haladás |
| ---------------- | - | ------------------ |
|                  |   |                    |

| Városi stadion, Mezőkövesd |

### Harmadik kör
| 23. forduló 2018. március 3., szombat |

| Debreceni VSC                                              | 2 – 3               | Mezőkövesd Zsóry FC                                                                           |
| ---------------------------------------------------------- | ------------------- | --------------------------------------------------------------------------------------------- |
| Könyves (1–0) 16' Szatmári (2–3) 81' Kinyik 40' Tőzsér 43' | (1 – 2) Jegyzőkönyv | 36' (11-esből) (1–1) Koszta 41' (1–2) Bognár 55' (1–3) Farkas 9' Hudák 40' Tóth B. 86' Vadnai |

| Nagyerdei stadion, Debrecen Nézőszám: 1 635 Játékvezető: Szőts Gergely (magyar) Asszisztensek: Garai Péter és Bornemissza Norbert |

- Mezőkövesd: Dombó — Farkas, Hudák , Katanec, Vadnai — Cseri (Szalai  84'), Iszlai, Mlinar, Tóth B. (Mišák  45+2') — Bognár, Koszta (Novák  68') • Fel nem használt cserék: Horváth T. (kapus), Oláh, Pillár, Onana. Vezetőedző: Kuttor Attila
- Debreceni VSC: Nagy S. — Bényei, Kinyik, Szatmári, Barna — Varga K., Jovanovics (Mengolo  68'), Tőzsér  (Filip  szünetben), Bódi — Takács (Tabakovics  59'), Könyves • Fel nem használt cserék: Košický (kapus), Kuti, Mészáros N., Sós, Vezetőedző: Herczeg András

Szakadó eső és erős szél fogadta a pályára kivonuló csapatokat. A találkozó első perceiben a vendégek birtokolták többet a labdát, de komolyabb helyzet egyik oldalon sem alakult ki. Egészen a 16. percig, amikor Varga Kevin passza után Könyves Norbert hatalmas találatával megszerezte a vezetést a Loki: a debreceni támadó 20 méterről védhetetlen gólt ragasztott a bal felsőbe; (1–0). A 20. percben egyenlíthetett volna a Mezőkövesd, de Farkas 17 méterről nem talált kaput. Öt perccel később Koszta az alapvonalról passzolt középre, de egy borsodi támadó sem érkezett, így bedobással folytatódhatott a játék. A 35. percben Szatmári belépőjét szabálytalannak ítélte meg a játékvezető, aki büntetőt ítélt. A labda mögé Koszta Márk állt és jobb alsóba gurított, kiegyenlítve ezzel a meccs állását; (1–1). A 41. percben megfordította az állást a Mezőkövesd, miután Barna adott el egy labdát, amelyre Bognár István csapott le, majd 20 méterről lőtt Nagy Sándor mellett a kapuba; (1–2). A szünetben cserélt Herczeg András, a debreceniek csapatkapitánya, Tőzsér Dániel helyett Ioan Filip érkezett. Az 54. percben egyenlíthetett volna a Loki, de Varga Kevin jobbról érkező beadása Bényeiről a kapu mellé pattant. Ami a hazaiaknak nem jött össze, az a Mezőkövesdnek igen, egy perccel később Farkas Dániel 25 méterről talált be Nagy Sándor kapujába, így már két góllal vezettek a borsodiak; (1–3). Ismét változtatott a DVSC, Takácsot Tabakovics váltotta. A 63. percben Könyves lőtte középre laposan a labdát, amelyről Tabakovics egy kicsivel lemaradt. A harmadik bekapott találat után folyamatosan támadott a Debrecen, több lehetőséget is kialakítottak. Egy perccel később Varga Kevin is helyzetbe került, de egy védőről szögletre pattant a lövése. A 67. percben egy sarokrúgás után Könyves próbálkozott, de a megpattanó labdát Dombó fogta. A 68. percben Herczeg András kihasználta utolsó cserelehetőségét, Jovanovics helyett a sérüléséből felépült Justin Mengolo érkezett. A 72. percben Bódi lőtt a tizenhatos jobb sarkáról, egy védőről ismét szögletre pattant a labda. A 81. percben Bódi végzett el szabadrúgást a jobb szélről, a labda egy vendég védőről a bal kapufára pattant. Egy perccel később visszajöttek a meccsbe a hazaiak, miután Bényei beadása után Szatmári Csaba szépen vette le a labdát, majd 10 méterről a kapuba bombázott; (2–3). A 85. percben Szatmári újabb gólt szerezhetett volna, de közeli lövése nem talált kaput. A 88. perben Varga Kevin lőtt 28 méterről, Dombó bravúrral mentett. A válogatott találkozók miatt 2 hét múlva folytatódik a bajnokság.
Mérkőzés utáni nyilatkozatok:
Gratulálok a Mezőkövesdnek, nem véletlen a veretlenségi szériája, jól játszik, jó csapat. Jól kezdtük a mérkőzést, vezettünk egy góllal és csináltunk két gólt az ellenfélnek. Az első félidőben a tüzet, a szenvedélyt hiányoltam a csapatban, a második félidőben ez megvolt. Harcosabban, határozottabban kellett volna játszani az első félidőben is.
Teljesen megérdemelt a győzelmünk. Az első húsz percben nagyon jól játszottunk, viszont a Debrecen egy átlövésből szerzett vezetést. Utána ment a csapat, játszottunk és megszereztük a győzelmet. A szép tavaszi menetelés igazolja a szakmai stáb munkáját. A Loki többet tett, hogy felálljon a padlóról, mi pedig néha ráültünk az eredményre.
| Csapat     | Labdabirtoklás | Lövés | Kaput talált lövés | Ebből gól | Szöglet | Szabálytalanság | Sárga lap | Piros lap | Passz | Sikeres passz | Párharc | Megnyert párharc |
| ---------- | -------------- | ----- | ------------------ | --------- | ------- | --------------- | --------- | --------- | ----- | ------------- | ------- | ---------------- |
| Debrecen   | 1677 mp (48%)  | 13    | 5 (38%)            | 2 (40%)   | 10      | 13              | 2         | 0         | 504   | 394 (78%)     | 182     | 87 (48%)         |
| Mezőkövesd | 1829 mp (52%)  | 10    | 4 (40%)            | 3 (75%)   | 3       | 10              | 3         | 0         | 546   | 437 (80%)     | 182     | 95 (52%)         |

- A DVSC a legutóbbi öt bajnoki mérkőzésén csupán egy pontot szerzett. Ilyen rossz sorozata tavaly február óta nem volt.
- A debreceniek pályaválasztóként sorozatban harmadszor kaptak ki. Ilyenre 2001 nyara óta nem volt példa.
- A Mezőkövesd története során először nyert egy idényben belül kétszer is a DVSC ellen idegenben.
- Kuttor Attila együttese olyan bravúrt vitt véghez, amilyenre a klubbeli elődök nem voltak képesek: egymást követő két idegenbeli bajnokin szerzett három-három gólt az NB I-ben.
- A Mezőkövesd sorozatban a nyolcadik bajnoki meccsén maradt veretlen, ez új klubcsúcs az élvonalbeli szezonokat tekintve.
- Koszta Márk kilenc gólnál tart a bajnoki idényben, a legutóbbi hét olyan bajnoki mérkőzésen, amelyen a Mezőkövesd gólt szerzett ő is eredményes volt. Szeptember 30-án kezdődött ez a sorozat.
- A borsodiak mindössze másodszor nyertek meg sorozatban három bajnoki mérkőzést az NB I-ben. Először erre 2016 októberében volt példa.[13]

| 24. forduló 2018. március 10., szombat |

| Mezőkövesd | – | Paks |
| ---------- | - | ---- |
|            |   |      |

| Városi stadion, Mezőkövesd |

| 25. forduló 2018. március 17., szombat |

| Ferencváros | – | Mezőkövesd Zsóry |
| ----------- | - | ---------------- |
|             |   |                  |

| Groupama Aréna, Budapest |

| 26. forduló 2018. március 31., szombat |

| Mezőkövesd | – | Videoton |
| ---------- | - | -------- |
|            |   |          |

| Városi stadion, Mezőkövesd |

| 27. forduló 2018. április 7., szombat |

| Vasas | – | Mezőkövesd |
| ----- | - | ---------- |
|       |   |            |

| Szusza Ferenc Stadion, Budapest |

| 28. forduló 2018. április 14., szombat |

| Mezőkövesd Zsóry FC | – | Budapest Honvéd |
| ------------------- | - | --------------- |
|                     |   |                 |

| Városi stadion, Mezőkövesd |

| 29. forduló 2018. május 5., szombat 17:00 Stadionavató mérkőzés |

| Diósgyőr | 0 – 1               | Mezőkövesd Zsóry FC                                 |
| -------- | ------------------- | --------------------------------------------------- |
|          | (0 – 0) Jegyzőkönyv | 88' (0–1) Drazsics 12' Farkas 17' Vadnai 71' Koszta |

| DVTK-stadion, Miskolc Nézőszám: 12 753 Játékvezető: Erdős József (magyar) Asszisztensek: Berettyán Péter és Szécsényi István |

- Mezőkövesd: Dombó — Pillár, Szeles, Katanec, Vadnai — Farkas, Iszlai, Cseri (Szalai  87'), Tóth B. (Drazsics  45+1') — Koszta (Novák  90+4'), Bognár • Fel nem használt cserék: Tarczy (kapus), Mlinar, Oláh, Hudák • Vezetőedző: Tóth László
- Diósgyőr: Antal — Nagy, Karan , Forgács, Tamás — Vela (Makrai  70'), Busai, Kocsis (Óvári  80'), Ugrai — Jóannidisz, Bacsa (Hasani  74') • Fel nem használt cserék: Radoš (kapus), Lipták, Ternován, Eperjesi • Vezetőedző: Fernando Fernández

A Diósgyőr 2016 novembere óta nem futballozhatott saját pályáján, 26 hazai mérkőzést volt kénytelen albérletben lejátszani, szombaton viszont igazán otthon érezhette magát. A pályára vonuló csapatokat piros-fehérbe "öltözött" szinte teli lelátó és hangorkán várta. A DVTK játékosai piros, erre az alkalomra készült egyedi mezben léptek pályára. Az első félidőben leginkább az érződött, hogy egyik csapat sincs igazán jó formában, a felek nem vállaltak nagy kockázatot azzal, hogy nagy erőkkel támadtak volna. A Mezőkövesd tudatosabban futballozott, egyszer-kétszer megbontotta a hazai védelmet, a legnagyobb helyzet mégis a DVTK előtt adódott, amikor a 35. percben a Jóannidisz a kapufára fejelt. A második félidőben a DVTK próbálkozott támadásvezetéssel, de ötlettelenül, a Mezőkövesd pedig továbbra is szervezetten játszott. A 88. percben a Mezőkövesd megszerezte a győztes gólt: Koszta Márk jó ütemű kiugratása után a ziccerben kilépő Drazsics lőtte ki a bal alsó sarkot; (0–1). A DVTK – amelynél másfél hete Bódog Tamás helyett a spanyol Fernando Fernándezt nevezték ki vezetőedzőnek – már nyolc mérkőzés óta nyeretlen. A fordulót sereghajtóként kezdő, de győzelmével a kilencedik helyre előre lépő vendégcsapat öt nyeretlenül megvívott találkozó után győzött.
Ez egy nehéz nap volt, jó érzésekkel vártuk a találkozót, felkészültünk az ellenfélből, mégis vereség lett a vége. Jól kezdtük a mérkőzést, az első félidőben két tiszta helyzetünk adódott, amit értékesíteni kellett volna ilyen nyomás alatt. A második játékrész elején egyenlő erők küzdöttek, az utolsó húsz percben viszont a Mezőkövesd játéka veszélyesebbé vált. Ekkor a játékosok nem tudták kezelni a kialakult helyzetet. Az előző héthez képest néhány dolgot jobban csináltunk, egységesebbek voltunk, helyzeteket is sikerült kialakítani. Mindig győzelemre játszunk, a jelenlegi helyzetünkben nem is tehetünk másként, ezért játszott ennyi támadó szellemű játékos a pályán. Az viszont tény, hogy másodszor is gólképtelenek maradtunk, ezért elsősorban a gólszerzés területén kell fejlődnünk. Csak jókat mondhatok a szurkolókról, megtöltötték a stadiont, ebben a helyzetben nagyon nagy szükségünk van rájuk hétről hétre. Megértem, hogy idegesek, mert nem győztünk, nekik is fontos lett volna a siker. Én is szerettem volna látni a játékosok szemében a tüzet, a szenvedélyt, én is többet várok tőlük. Tény, hogy a játékosoknak is meg kell tanulni az ilyen helyzeteket kezelni. Ez a keret áll a rendelkezésemre, négy mérkőzés maradt, előre kell néznünk, hogy elérjük céljainkat.
Furcsa érzés úgy örülni, hogy egy ünnepet rontottunk el, de öt év múlva egy nagyon szép emlék lesz a mai nap mindenki számára. A mérkőzés után mondhatom, hogy jobban örültünk volna egy 2-1-nek, mint egy 1–0-nak, mert akkor hallhattunk volna egy gólörömöt tizenötezer torokból. Reméljük a következő mérkőzéseken többször is megtörténik! Úgy érzem, megérdemelten nyertünk, mi irányítottunk végig a mérkőzést. Nehéz helyzetben van mind a két csapat, kiderült a mi csapatunkban, hogy kire lehet számítani. Szeles Tamást szokásom ellenére kiemelem, mert sérülése után válogatott szinten játszott. Ha hamarabb megszereztük volna a vezetést, akkor könnyebb mérkőzést játszottunk volna. A jövő héten egy újabb rivális ellen lépünk pályára, amit ha behúzunk, akkor előnybe kerülhetünk a vetélytársainkkal szemben. Van potenciál a csapatban, bízom benne, hogy a következő hetekben benn tudunk maradni.DVTK–Nezőkövesd mérkőzés tudósítása a Diósgyőri VTK hivatalos honlapján. dvtk.eu (2018. május 5.)  (Hozzáférés: 2018. május 6.)
| 30. forduló (30. élvonalbeli mérkőzés) 2018. május 12., szombat 17:00 |

| Mezőkövesd Zsóry FC        | 1 – 0               | Balmaz Kamilla Gyógyfürdő |
| -------------------------- | ------------------- | ------------------------- |
| Koszta (1–01) 1' Dombó 82' | (1 – 0) Jegyzőkönyv | 30' Rudolf 62' Sigér      |

| Városi stadion, Mezőkövesd Nézőszám: 1 400 Játékvezető: Szőts Gergely (magyar) Asszisztensek: Farkas Balázs és Medovarszki János |

- Balmazújváros: Horváth — Habovda, Rus, Tamás, Uzoma — Vajda (Zsiga  74'), Sigér , Maiszuradze (Arabuli  60'), Haris — Rudolf (Erdei  78'), Andrics • Fel nem használt cserék: Szécsi (kapus), Jagodics, Batarelo, Kónya • Vezetőedző: Horváth Ferenc
- Mezőkövesd: Dombó — Farkas, Pillár, Katanec, Szalai — Cseri (Mlinar  78'), Iszlai, Szeles, Koszta - Bognár (Oláh  90') — Drazsics (Novák  78') • Fel nem használt cserék: Tarczy (kapus), Lázár, Misák, Hudák • Vezetőedző: Tóth László

Mindössze 34 másodperc telt el az összecsapásból, amikor Koszta Márk fejesével máris vezetést szerzett a Mezőkövesd; (1–0). A korai gól jót tett a mérkőzésnek, mindkét csapat gólratörően futballozott. Az első 45 perc főszereplője a vendégek kapusa, Horváth volt, aki bravúros védésekkel tartotta életben csapatát. A második félidő elején kis híján egyenlített a Balmazújváros, de Andric lövése a kapufán csattant. A folytatásban újra a házigazdák kerültek fölénybe, de ezúttal elmaradtak az igazi helyzetek, s nagyot kellett végül küzdeniük azért, hogy otthon tartsák a három pontot a keleti kiesési rangadón.
Mérkőzés utáni nyilatkozatok:
Nagyon örülünk ennek a nagyon fontos három pontnak, mert ez nagyon sokat jelenthet majd a végelszámolásnál – nyilatkozta Tóth László. Az első percben szerzett gól lendületet adott a csapatnak, már az első félidőben eldönthettük volna magunk javára a mérkőzést, ugyanis számos ziccert hagytunk ki. A második játékrészben feljött a Balmaz, de a csapat megmutatta erejét, és egymásért küzdve végül kiharcoltuk a győzelmet.
Nagyon sok dicséretet kapunk. Pont tele van vele a padlás. Az a csapat, amelyik nem tud gólt lőni, az nem is fog nyerni. Nagyon sok olyan sport van, amiben nem kell gólt lőni, és lehet nyerni. Ez nem az. Erre rá kell jönnünk. Mindig azt mondjuk, hogy jó, akkor a következő meccset megnyerjük, és akkor minden rendben, csak lassan elfogynak a meccsek. Tehát menekülés a győzelembe, más nem lehet.
- A Mezőkövesden kívül csak a Debrecen szerzett hat pontot a legutóbbi két bajnoki fordulóban.
- A borsodiak a legutóbbi öt fordulóban mindössze egyszer szenvedtek vereséget.
- Még ennél is többet mondó adat, hogy a Mezőkövesd a legutóbbi öt fordulóban csak a Honvéd ellen kapott gólt, igaz, akkor kettőt.
- Pályaválasztóként a kövesdiek július 22. óta mindössze másodszor győztek az OTP Bank Ligában.
- Koszta Márk, aki az idény leggyorsabb gólját szerezte, a tizedik gólját érte el a bajnoki idényben, egyszersmind a góllövőlistán az első tízbe került. A magyar játékosok közül, Ugrai Rolanddal holtversenyben, ötödik.
- A Balmazújváros a legutóbbi hat idegenbeli bajnoki mérkőzésén csupán egy pontot szerzett.
- A két csapat egymás elleni mérkőzése először végződött valamelyik fél győzelmével az élvonalban.[15]

| 31. forduló 2018. május 5., szombat |

| Puskás Akadémia | – | Mezőkövesd Zsóry FC |
| --------------- | - | ------------------- |
|                 |   |                     |

| Pancho Aréna, Felcsút |

| 32. forduló 2018. május 12., szombat |

| Mezőkövesd Zsóry FC | – | Újpest |
| ------------------- | - | ------ |
|                     |   |        |

| Városi stadion, Mezőkövesd |

| 33. forduló 2018. május 19., szombat |

| Swietelsky Haladás | – | Mezőkövesd Zsóry FC |
| ------------------ | - | ------------------- |
|                    |   |                     |

| Káposztás utcai Stadion, Sopron |

### Eredmények összesítése
Az alábbi táblázatban összesítve szerepelnek a Mezőkövesd aktuális szezon OTP Bank Ligában elért eredményei.
A százalék számítás a 3 pontos rendszerben történik.
| Kör (forduló)            | Otthon | Otthon | Otthon | Otthon | Otthon | Otthon | Otthon | Otthon | Idegenben | Idegenben | Idegenben | Idegenben | Idegenben | Idegenben | Idegenben | Idegenben |
| Kör (forduló)            | M      | GY     | D      | V      | LG–KG  | GK     | P      | %      | M         | GY        | D         | V         | LG–KG     | GK        | P         | %         |
| ------------------------ | ------ | ------ | ------ | ------ | ------ | ------ | ------ | ------ | --------- | --------- | --------- | --------- | --------- | --------- | --------- | --------- |
| Első kör (1–11.)         | 4      | 1      | 1      | 2      | 6–8    | –2     | 4      | 33,3%  | 4         | 1         | 1         | 2         | 4–9       | –5        | 4         | 33,3%     |
| Második kör (12–21.)     | 2      | 0      | 0      | 2      | 0–3    | –3     | 0      | 0,0%   | 1         | 0         | 1         | 0         | 1–1       | 0         | 1         | 33,3%     |
| Harmadik kör (22–33.)    |        |        |        |        | –      |        |        |        |           |           |           |           |           |           |           |           |
| Összesen (1–33. forduló) | 6      | 1      | 1      | 4      | 6–11   | –5     | 4      | 22,2%  | 5         | 1         | 2         | 2         | 5–10      | –5        | 5         | 33,3%     |

### Helyezések fordulónként
| Forduló  | 1  | 2  | 3  | 4  | 5  | 6  | 7  | 8  | 9   | 10  | 11  | 12  | 13  | 14  | 15  | 16  | 17  | 18  | 19  | 20  | 21  | 22  | 23 | 24  | 25  | 26  | 27  | 28  | 29 | 30 | 31 | 32 | 33 |
| -------- | -- | -- | -- | -- | -- | -- | -- | -- | --- | --- | --- | --- | --- | --- | --- | --- | --- | --- | --- | --- | --- | --- | -- | --- | --- | --- | --- | --- | -- | -- | -- | -- | -- |
| Helyszín | I  | O  | I  | O  | I  | O  | I  | O  | I   | O   | I   | O   | I   | O   | I   | O   | I   | O   | I   | O   | I   | O   | I  | O   | I   | O   | I   | O   | I  | O  | I  | O  | I  |
| Eredmény | GY | GY | V  | V  | D  | V  | V  | D  | V   | V   | D   | V   | D   | V   | V   | D   | GY  | D   | D   | D   | GY  | GY  | GY | V   | V   | D   | D   | V   | GY | GY |    |    |    |
| Helyezés | 3. | 1. | 3. | 5. | 5. | 6. | 9. | 9. | 11. | 11. | 11. | 11. | 12. | 12. | 12. | 12. | 12. | 12. | 12. | 12. | 12. | 12. | 8. | 10. | 11. | 11. | 11. | 12. | 9. | 9. |    |    |    |

Helyszín: O = otthon (hazai pályán); I = idegenben. Eredmény: GY = Győzelem; D = Döntetlen; V = Vereség.
A csapat helyezései fordulónként, idővonalon ábrázolva.

### A bajnokság végeredménye
| H   | Csapat                | M  | GY | D  | V  | LG | KG | GK  | GÁ   | SZP | VP | NÉ  | Sárga lap | kiállítva | Forma | Továbbjutás vagy kiesés          |
| --- | --------------------- | -- | -- | -- | -- | -- | -- | --- | ---- | --- | -- | --- | --------- | --------- | ----- | -------------------------------- |
| 1.  | Videoton (B) (NK)     | 33 | 20 | 8  | 5  | 65 | 28 | +37 | 1,97 | 68  | 31 | 6,9 | 111       | 5         |       | Bajnokok Ligája, 1. selejtezőkör |
| 2.  | Ferencváros (NK)      | 33 | 18 | 12 | 3  | 69 | 31 | +38 | 2,09 | 66  | 33 | 6,8 | 70        | 4         |       | Európa-liga, 1. selejtezőkör     |
| 3.  | Újpest (KGY) (NK)     | 33 | 12 | 13 | 8  | 41 | 38 | +3  | 1,24 | 49  | 50 | 6,9 | 76        | 0         |       | Európa-liga, 1. selejtezőkör     |
| 4.  | Bp. Honvéd (CV) (NK)  | 33 | 13 | 8  | 12 | 50 | 53 | –3  | 1,52 | 47  | 52 | 6,6 | 71        | 4         |       | Európa-liga, 1. selejtezőkör     |
| 5.  | Debreceni VSC         | 33 | 12 | 8  | 13 | 53 | 47 | +6  | 1,61 | 44  | 55 | 6,8 | 71        | 2         |       |                                  |
| 6.  | Puskás Akadémia (F)   | 33 | 11 | 10 | 12 | 41 | 46 | –5  | 1,24 | 43  | 56 | 6,5 | 93        | 3         |       |                                  |
| 7.  | Paks                  | 33 | 11 | 9  | 13 | 43 | 48 | –5  | 1,30 | 42  | 57 | 6,5 | 80        | 5         |       |                                  |
| 8.  | Haladás               | 33 | 11 | 5  | 17 | 35 | 50 | –15 | 1,06 | 38  | 61 | 6,3 | 82        | 3         |       |                                  |
| 9.  | Mezőkövesd            | 33 | 9  | 10 | 14 | 35 | 52 | –17 | 1,06 | 37  | 62 | 6,2 | 90        | 3         |       |                                  |
| 10. | Diósgyőr              | 33 | 10 | 6  | 17 | 44 | 53 | –9  | 1,33 | 36  | 63 | 6,3 | 81        | 5         |       |                                  |
| 11. | Balmazújváros (K) (F) | 33 | 8  | 12 | 13 | 39 | 46 | –7  | 1,18 | 36  | 63 | 6,2 | 70        | 2         |       | NB II 2018–2019                  |
| 12. | Vasas (K)             | 33 | 9  | 7  | 17 | 38 | 61 | –23 | 1,15 | 34  | 65 | 6,1 | 86        | 4         |       | NB II 2018–2019                  |

A rangsorolás alapszabályai: 1. összpontszám; 2. a bajnokságban elért több győzelem; 3. a bajnoki mérkőzések gólkülönbsége; 4. a bajnoki mérkőzéseken rúgott több gól; 5. az egymás ellen játszott bajnoki mérkőzések pontkülönbsége; 6. az egymás ellen játszott bajnoki mérkőzések gólkülönbsége; 7. az egymás ellen játszott bajnoki mérkőzéseken az idegenben lőtt több gól; 8. a bajnokság fair play értékelésében elért jobb helyezés; 9. sorsolás.
(CV): Bajnoki címvédő csapat; (B): Bajnokcsapat; (K): Kieső csapat; (F): Feljutó csapat; (KGY): Kupagyőztes; (NK): Nemzetközi kupainduló;

## Magyar kupa
Az MLSZ szabályzatának értelmében, a nemzeti bajnokságokban (NB I, NB II, NB III) szereplő csapatok a kupasorozat 6. fordulójában, a legjobb 128 között kapcsolódnak be a versenybe. A versenykiírás szerint az NB I-es és NB II-es csapatok kiemeltek lesznek a sorsoláson, nem kerülhetnek össze egymással. A hatodik fordulóból (a főtábla első köréből) továbblépő együttesek 300 ezer, illetve 500 ezer forintot kapnak – attól függően, hogy döntetlen után vagy győzelemmel harcolják ki a továbbjutást.
      Győzelem
      Döntetlen
      Vereség
| 2017. szeptember 20., szerda |

| Kecskeméti LC (megye I) | 1 – 4 | Mezőkövesd-Zsóry FC |
| ----------------------- | ----- | ------------------- |
|                         |       |                     |

| Részletek |

| 2017. október 25., szerda |

| Gyirmót FC Győr (NB II) | 1 – 1 (h.u. 2 – 1) | Mezőkövesd-Zsóry FC |
| ----------------------- | ------------------ | ------------------- |
|                         |                    |                     |

| Részletek |

### 6. forduló (főtábla 1. forduló)
2017. szeptember 11-én a Magyar Labdarúgó-szövetség (MLSZ) székházában megtartott sorsoláson a 70-szeres válogatott Nyilasi Tibor, az MLSZ elnökségi tagjának vezetésével készültek el a párosítások. A Mezőkövesd–Zsóry csapata a megye I-ben szereplő Kecskeméti LC együttesével küzd meg a legjobb 64-be kerülésért.
| 2017. szeptember 20., szerda 15:00 |

| Kecskeméti LC (megye I)      | 1 – 4               | Mezőkövesd-Zsóry FC                                           |
| ---------------------------- | ------------------- | ------------------------------------------------------------- |
| Balog (1–1) 7' Farkas I. 72' | (1 – 1) Jegyzőkönyv | 6' (0–1) Baracskai 61' (1–2) • 82' (1–3) • 90+1' (1–4) Majtán |

| Széktói Stadion, Kecskemét Játékvezető: Farkas Mátyás (magyar) Asszisztensek: Albert István és Flinta Zoltán |

- Mezőkövesd: Dombó — Farkas D., Szalai, Szeles, Vadnai — Brašeň, Keita (Tóth  66') — Köböl (Cseri  55'), Koszta (Fótyik  80'), Baracskai — Majtán  • Fel nem használt cserék: Krnáč (kapus), Mlinar, Veszelinovics, Murai • Vezetőedző: Radványi Miklós
- Kecskemét: Belecan — Csizmadia, Urbán P., Farkas I. — Vladul (Nemesvári  69'), Terbe, Nádudvari (Kitl Z.  76'), Selyem (Bozsik  83') — Szabó — Balog, Salami • Fel nem használt cserék: Mészáros (kapus), Maczelka, Tóth R., Rozsi • Vezetőedző: Szabó Tibor

A vendégek egy gyors ellentámadásból már a 6. percben vezetést szereztek Baracskai révén; (0–1). Szinte a középkezdésből egyenlített a Kecskemét, amikor Balog ugrott ki egyedül, majd elegánsan emelt Dombó felett a hálóba; (1–1). A Kövesdet láthatóan meglepte az, hogy egy kulturáltan futballozó csapattal találkoztak, a hazaiak ugyanis nem rugdosták el a labdákat, ahogy a bajnokikon, passzokkal akarták azt kihozni. Bár egy vendég kapufánál azért fellélegezhettek a vendéglátók, azért nekik is voltak lehetőségeik, formás támadásaik. Nádudvari lövése nem sokkal ment fölé. A szünet előtt Belecan védett még bravúrral egy közeli lövést, így döntetlennel vonulhattak a csapatok az öltözőbe. Fordulás után két nagy lehetősége is adódott a KLC-nek, ám a vezetést nem sikerült megszerezniük. Előbb egy jobboldali akció végén Selyem érkezett a hosszún, majd lőtt kapásból mellé, majd Szabó nem találta el kaput 16 méterről. A népes kecskeméti publikum minden jó megoldást vastapssal jutalmazott, a 61. percben azonban kihasználta egy hibáját a hazaiaknak a Mezőkövesd, Majtán talált közelről a kapuba; (1–2). Ez a hátrány is inkább feldobta a lila-fehér játékosokat, két hatalmas helyzetük is volt, ám Vladul szöglet utáni csúsztatása elment a hosszú kapufa mellett, míg a 77. percben Salami közeli lövését védte bravúrral Dombó. Az utolsó 10 percben aztán minden összejött a Kövesdnek, előbb a 82. percben Majtán jó 25 méterről lőtt védhetetlen gólt a pipába; (1–3), majd 91. percben, közvetlenül a lefújás előtt fejjel is eredményes volt, kihasználva azt, hogy kinyíltak a hazaiak; (1–4). Ezzel a szlovák csatár klasszikus mesterhármast ért el a mérkőzésen.
Úgy érzem több volt ebben a mérkőzésben, sok helyzetünk, sajnálom, hogy nem sikerült ezeket kihasználnunk, méltó ellenfelei voltunk a Mezőkövesdnek.
Az első félidő nem olyan volt ahogyan azt elképzeltem, pontatlanok voltunk, lassan járattuk a labdát.  A második félidőben felpörögtünk és megérdemelten jutottunk tovább. Örülök, hogy Tomáš Majtán azt a játékot hozta amiért a nyáron szerződtettük. Hasznos mérkőzés volt, hiszen számos olyan játékos kapott lehetőséget, akik eddig keveset voltak a pályán.

### 7. forduló (főtábla 2. forduló)
2017. szeptember 22-én a Magyar Labdarúgó-szövetség (MLSZ) székházában megtartott sorsoláson a 70-szeres válogatott Nyilasi Tibor, az MLSZ elnökségi tagjának vezetésével készültek el a párosítások. A Mezőkövesd–Zsóry csapata a tavaly még elsőosztályú, jelenleg az NB II-ben szereplő Gyirmót FC Győr együttesével küzd meg a legjobb 32-be kerülésért.
| 2017. október 25., szerda 17:00 |

| Gyirmót FC Győr (NB II)                                      | 2 – 1 (h. u.)       | Mezőkövesd-Zsóry FC                                        |
| ------------------------------------------------------------ | ------------------- | ---------------------------------------------------------- |
| Stieber (1–1) 36' Kiss 67' (2–1) 95' Nagy P. 64' Lengyel 68' | (1 – 1) Jegyzőkönyv | 26' (0–1) Novák 68' Hudák 72' Majtán 97' Tóth B. 99' Keita |

| Alcufer stadion, Gyirmót Nézőszám: 350 Játékvezető: Kovács J. Zoltán (magyar) Asszisztensek: Becséri Gergely és Kepe Arnold |

- Mezőkövesd: Dombó — Farkas D., Szeles, Szalai (Hudák  szünetben), Fótyik — Köböl (Keita  45') — Majtán, Brašeň, Tóth B., Murai — Novák (Veszelinovics  69')  • Fel nem használt cserék: Krnáč (kapus), Koszta, Tasi, Vadnai • Vezetőedző: Kuttor Attila
- Gyirmót: Rusák — Achim, Lengyel, Lázár, Présinger — Kiss — Czár, Sandal (Varga P.  89'), Nagy P., Stieber (Szegi  82') — Paku (Jano  107')  • Fel nem használt cserék: Rengel (kapus), Szőcs, Széles, Németh Zs. • Vezetőedző: Molnár László

A 4. percben Paku fejese csattant a kapufán, majd negyedóra elteltével Kiss M. szabadrúgásból lőtt a lécre. Gólt azonban a korábban Gyirmóton is játszó Novák révén a vendégek szereztek. 0–1. Tíz perc múlva egy mintaszerű támadás végén Stieber lőtt a vendégkapu jobb oldalába. 1–1. A rendes játékidő végén Rusák tartotta meccsben bravúrjaival a csapatát. A hosszabbításban Kiss M.  alapvonal közeléből kapura csavart lövése után a vendéghálóőr már csak a gólvonal mögül tudta kiöklözni a labdát. 2–1.
A sok hibával tarkított találkozón az agilisabban játszó hazaiak megérdemelten harcolták ki a továbbjutást.
Örülök, hogy első osztályú csapattal szemben tovább tudtunk jutni. A fiúk szíve ott volt a pályán, a két gólunk, a két kapufánk mellett volt két nagy kapusbravúrunk is.
A legrosszabb forgatókönyv történt, hiszen hosszabbításban buktuk el a továbbjutást. Jó futballt mutattunk be, nem mi voltunk a gyengébb csapat a pályán.